# Czesław Szyndler
Czesław Szyndler ps. „Czech” (ur. 6 czerwca 1892 w Warszawie, zm. 16 kwietnia 1950 w Londynie) – pułkownik uzbrojenia Wojska Polskiego, działacz niepodległościowy, inżynier, kawaler Orderu Virtuti Militari.

## Życiorys
Urodził się 6 czerwca 1892 w Warszawie, w rodzinie Eustachego i Stefanii z Drozdowskich.
W latach 1907–1911 działał w Organizacji Młodzieży Niepodległościowej „Zarzewie”, a następnie w Związku Strzeleckim, w którym ukończył kurs oficerski. W 1911 rozpoczął studia na Wydziale Górnictwa Naftowego Politechniki Lwowskiej i został członkiem zwyczajnym Bratniej Pomocy.
6 sierpnia 1914 wstąpił do oddziałów strzeleckich, po czym został przydzielony do 2 pułku piechoty Legionów Polskich na stanowisko komendanta plutonu w 3. kompanii. 29 września tego roku został mianowany chorążym piechoty, a 20 października awansowany na podporucznika piechoty. Po bitwie pod Mołotkowem (29 października 1914) objął komendę nad 3. kompanią. 20 maja 1915 został mianowany komendantem plutonu w X randze (porucznikiem piechoty z dniem 26 maja 1915). W czerwcu tego roku ranny w nogę podczas działań w Besarabii, leczył się w Szpitalu Rezerwowym nr 1 w Wiedniu, a następnie do 30 sierpnia 1915 w Szpitalu Garnizonowym nr 15 w Krakowie. Po rekonwalescencji służył przez krótki czas w 2. kompanii uzupełniającej oraz w c. k. Komendzie II Brygady Legionów Polskich. 15 grudnia 1915 komendant Legionów Polskich gen. Karol Durski-Trzaska mianował go komendantem kompanii w X randze. 1 listopada 1916 został awansowany na kapitana piechoty. Do 10 listopada 1917 kontynuował służbę w 2 pp. 29 kwietnia 1917 został wymieniony w spisie oficerów, podoficerów i żołnierzy skierowanych na 2. Kurs Wyszkolenia. Po 10 listopada 1917 służył w Polskiej Sile Zbrojnej. 15 października 1918 Rada Regencyjna zatwierdziła jego awans na majora. W tym samym miesiącu, w Ostrowi Łomżyńskiej, był komendantem legionistów uwolnionych z obozu internowania w Szczypiornie, a w listopadzie komendantem dwóch kursów wyszkolenia złożonych z tych legionistów. Później był dowódcą III batalionu 2 pułku piechoty Polskiej Siły Zbrojnej w Cytadeli Warszawskiej. 10 grudnia 1918 zastąpił kapitana Stanisława Parczyńskiego ps. „Młot” na stanowisku komendanta Obozu Szkolnego w Jabłonnie.
11 czerwca 1920 został zatwierdzony z dniem 1 kwietnia 1920 w stopniu podpułkownika, w piechocie, w grupie oficerów byłej armii gen. Hallera. Pełnił wówczas służbę w 46 pułku piechoty na stanowisku dowódcy batalionu zapasowego. 30 kwietnia 1921 został przeniesiony do 52 pułku piechoty na stanowisko dowódcy batalionu zapasowego. 3 maja 1922 został zweryfikowany w stopniu podpułkownika ze starszeństwem od 1 czerwca 1919 i 5. lokatą w korpusie oficerów piechoty, a jego oddziałem macierzystym był nadal 52 pp. Później został przeniesiony do 54 pułku piechoty w Tarnopolu i odkomenderowany na Politechnikę Warszawską celem ukończenia studiów. Uzyskał dyplom inżyniera na Wydziale Chemii Politechniki Warszawskiej.
Następnie został przeniesiony do korpusu oficerów uzbrojenia i przydzielony do Inspekcji Technicznej Uzbrojenia na stanowisku inspektora amunicji . W 1926 był dwa razy karany dyscyplinarnie przez komendanta miasta Warszawy (siedmioma dniami aresztu domowego za niewykonanie rozkazu Komendy Miasta i trzema dniami aresztu domowego za nieznajomość przepisów dyscyplinarnych). Z dniem 1 października 1930 został przeniesiony do Wojskowego Instytutu Przeciwgazowego w Warszawie na stanowisko zastępcy kierownika instytutu. 29 stycznia 1932 prezydent RP nadał mu z dniem 1 stycznia 1932 stopień pułkownika w korpusie oficerów uzbrojenia i 1. lokatą. W grudniu 1932 został przeniesiony do Departamentu Uzbrojenia Ministerstwa Spraw Wojskowych na stanowisko inspektora. Później został przeniesiony do Wytwórni Amunicji nr 2 w Rembertowie na stanowisko kierownika wytwórni. Był członkiem Związku Legionistów Polskich, referentem organizacyjnym Komendy Koła 2 pułku piechoty Legionów i komendantem oddziału tegoż koła w Warszawie. W 1933 był wiceprezesem Zarządu Głównego Ligi Obrony Powietrznej i Przeciwgazowej. W czasie kampanii wrześniowej 1939 ewakuował się do Rumunii.
Zmarł 16 kwietnia 1950 w Londynie. Został pochowany na St Mary's Catholic Cemetery w dzielnicy Kensal Green. W tym samym grobie została pochowana Maria Dioniza Szyndler z Głowackich (1901–1978). Miał troje dzieci: Marię (ur. 20 lutego 1920), Jerzego (ur. 19 czerwca 1921) i Teresę (ur. 21 sierpnia 1926).

## Ordery i odznaczenia
- Krzyż Srebrny Orderu Wojskowego Virtuti Militari nr 6972 – 17 maja 1922[32][33][34]
- Krzyż Niepodległości – 6 czerwca 1931 „za pracę w dziele odzyskania niepodległości”[35][36][1][37]
- Krzyż Walecznych dwukrotnie[38][24][39]
- Złoty Krzyż Zasługi[40][24][41][42]
- Medal Pamiątkowy za Wojnę 1918–1921[43]
- Medal Dziesięciolecia Odzyskanej Niepodległości[43]
- pruski Krzyż Żelazny 2. klasy – 12 maja 1917[44]